# روس تايلور (لاعب دوري الرغبي)
روس تايلور (بالإنجليزية: Ross Taylor)‏ هو لاعب دوري الرغبي نيوزيلندي، ولد في 1961.